# هيتمان: العميل جون
هيتمان: العميل جون هو فيلم أكشن كوميدي  كوري جنوبي من إخراج تشوي وون سوب ومن بطولة غوون سانغ وو وجونغ جون هو و هوانغ وو سول هي و لي يي كيونغ، صدر الفيلم في 22 يناير 2020.

## مُلخص القصة
تدور أحداث الفيلم عن حياة العميل جون الذي يزوّر وفاتهُ، حتى يحقق حلمه ويصبح فنان وكاتب قصص مصورة رقمية، مما يجعل وكالة المخابرات الوطنية، تشكُ فيه.

## الإنتاج
بدأ تصوير الفيلم في 21 مايو 2019 وأنتهى تصوير الفيلم في 11 سبتمبر 2019.

## وصلات خارجية
هيتمان: العميل جون على موقع IMDb (الإنجليزية)
- هيتمان: العميل جون على موقع قاعدة بيانات الفيلم (الإنجليزية)
- هيتمان: العميل جون على موقع ليتربوكسد (الإنجليزية)
- هيتمان: العميل جون على موقع كينوبويسك (الروسية)